# Ksilofon
Ksilofon drveni je glazbeni instrument iz obitelji udaraljki, nalik vibrafonu. Potomak je primitivnog glazbala, drvenog doboša s dva tona iz Afrike, Oceanije i Meksika.
U Europi prvi se put pojavio u 15. stoljeću te se u raznim epohama nazivao poput "ljestvice" (srednji vijek), kasnije "orgulje sa štapovima", "drvena harmonika" i još drugačije. Drvene pločice različiti veličina (u nizu od jednog do četiri), postavljene su na vodoravnom okviru. Ispod njih su okomito postavljene cijevi koje služe kao rezonator. Pločice se u nekim izvedbama oslanjaju na noge izvođača, a u drugim na okvire ili sanduke.
Suvremeni ksilofon zasniva se na nizu drvenih pločica različitih dužina od kojih svaka daje određeni ton. Pločice se udaraju drvenim palicama ili batićima s glavom od ebonita, kaučuka ili budu prekrivene vunom. Napravljen je od jednog metalnog okvira i dva podupirača na svakom kraju. Iznad okvira nalaze se dva drvena rama na koja se oslanjaju rezonatori i drvene pločice fiksirane na jednom zategnutom kabelu.
Instrument od glazbenika zahtjeva visoku tehniku. U suvremenom orkestru zauzeo je vrlo važno mjesto, a među prvima koji ga je primijenio bio je francuski skladatelj Camille Saint-Saëns u svom dijelu Igra mrtvaca.